# فخر آرهوس
فخر آرهوس (بالإنجليزية: Aarhus Pride)‏ هو موكب فخر في مدينة آرهوس بالدنمارك وهو أكبر فعالية دنماركية تُركز على قضايا المثليين خارج كوبنهاغن. وقد أقيمت الفعالية الأولى عام 2012 وتتكرر كل عام منذ ذلك الحين. يتم إدراته وتنظيمه من قبل أفراد من مجتمع المثليين ويُدعم بأموال من مدينة آرهوس. في عام 2017، شارك حوالي 6000 شخص في المسيرة البالغ طولها 3.5 كيلومتر (2.2 ميل) مع العربات ذات المنصات والأعلام.
يقام الحدث كل عام في أول يوم سبت من شهر يونيو ويستمر طوال اليوم. الحدث الأول هو المسيرة نفسها التي تنتقل عبر الحي اللاتيني التاريخي قبل أن ينتهي في حي فيستر آلس كاسرن أين يقام مهرجان وإحتفالات حتى المساء.

## وصلات خارجية
- موقع فخر آرهوس (بالدنماركية)